# Букин, Николай Фролович
Николай Фролович Букин (17 декабря 1929 году — 25 июля 1975) — юный герой, участник Великой Отечественной войны, сын полка в составе 65-й армии генерала П. И. Батова.

## Биография
Родился 17 декабря 1929 года в Курске. Отец — Букин Фрол 1866 года рождения (Симбирск). В 1942 году немецкие войска оккупировали город. Николаю Букину было тринадцать лет и он, покинув Курск, добрался до передовой и добровольцем вступил в ряды Красной Армии. На фронтах Великой Отечественной войны показал себя отважным и бесстрашным разведчиком. Неоднократно добывал ценные сведения, переходя линию фронта.
На прохоровском направлении 14 июня 1942 года, в одном из сражений метко попал двумя гранатами в дзот противника, вывел из строя немецкий пулемёт и тем самым обеспечил продвижение пехоты и танков. За образцовое выполнение заданий командования был награждён Орденом Красного Знамени. В документе о награждении отмечается, что при переходе линии фронта Николай Букин был дважды ранен, но продолжал сражаться с врагом. И только выполнив поставленную задачу, эвакуировался в медсанбат. После восстановления был направлен в батальон связи, но не пробыв и месяца перешёл в дивизионную разведку.
Николай Букин прошёл всю войну, имел восемь ранений, полностью лишился глаза. Принимал участие в сражениях на Курской Дуге, освобождал Польшу и Венгрию, участвовал в боях в Германии. Победу встретил в Германии в возрасте 15 лет.
После войны активно участвовал в патриотических мероприятиях для молодёжи. Делился воспоминаниями о войне.
Умер 25 июля 1975 года. Его имя увековечено в мультимедийной галерее Министерства обороны Российской Федерации «Дорога памяти».

## Награды
- Орден Красного Знамени
- Медаль За отвагу
- Медаль "За оборону Сталинграда"
- Медаль "За освобождение Варшавы"
- Медаль «За победу над Германией в Великой Отечественной войне 1941—1945 гг.»
- другие медали.